# Mare aux Cerfs
La Mare aux Cerfs est une mare de l'île de La Réunion, département d'outre-mer français dans le sud-ouest de l'océan Indien. D'une superficie d'environ un hectare, elle est située à 1 996 mètres d'altitude dans la plaine des Chicots, un plateau des Hauts de la commune de Saint-Denis, le chef-lieu. Ce faisant, elle relève du cœur du parc national de La Réunion.